# The Primitive Instinct
The Primitive Instinct è un cortometraggio muto del 1914 diretto da George H. Melford.

## Produzione
Il film fu prodotto dalla Kalem Company.

## Distribuzione
Distribuito dalla General Film Company, il film - un cortometraggio in due bobine - uscì nelle sale cinematografiche statunitensi il 24 agosto 1914.